# Puya glomerifera
Puya glomerifera là một loài thực vật có hoa trong họ Bromeliaceae. Loài này được Mez & Sodiro miêu tả khoa học đầu tiên năm 1904. Chúng là loài đặc hữu của Ecuador.